# Rimelia pustulata
Rimelia pustulata är en lavart som beskrevs av Elix & Bawingan. Rimelia pustulata ingår i släktet Rimelia och familjen Parmeliaceae.   Inga underarter finns listade i Catalogue of Life.